# Antoine Norbert de Patek

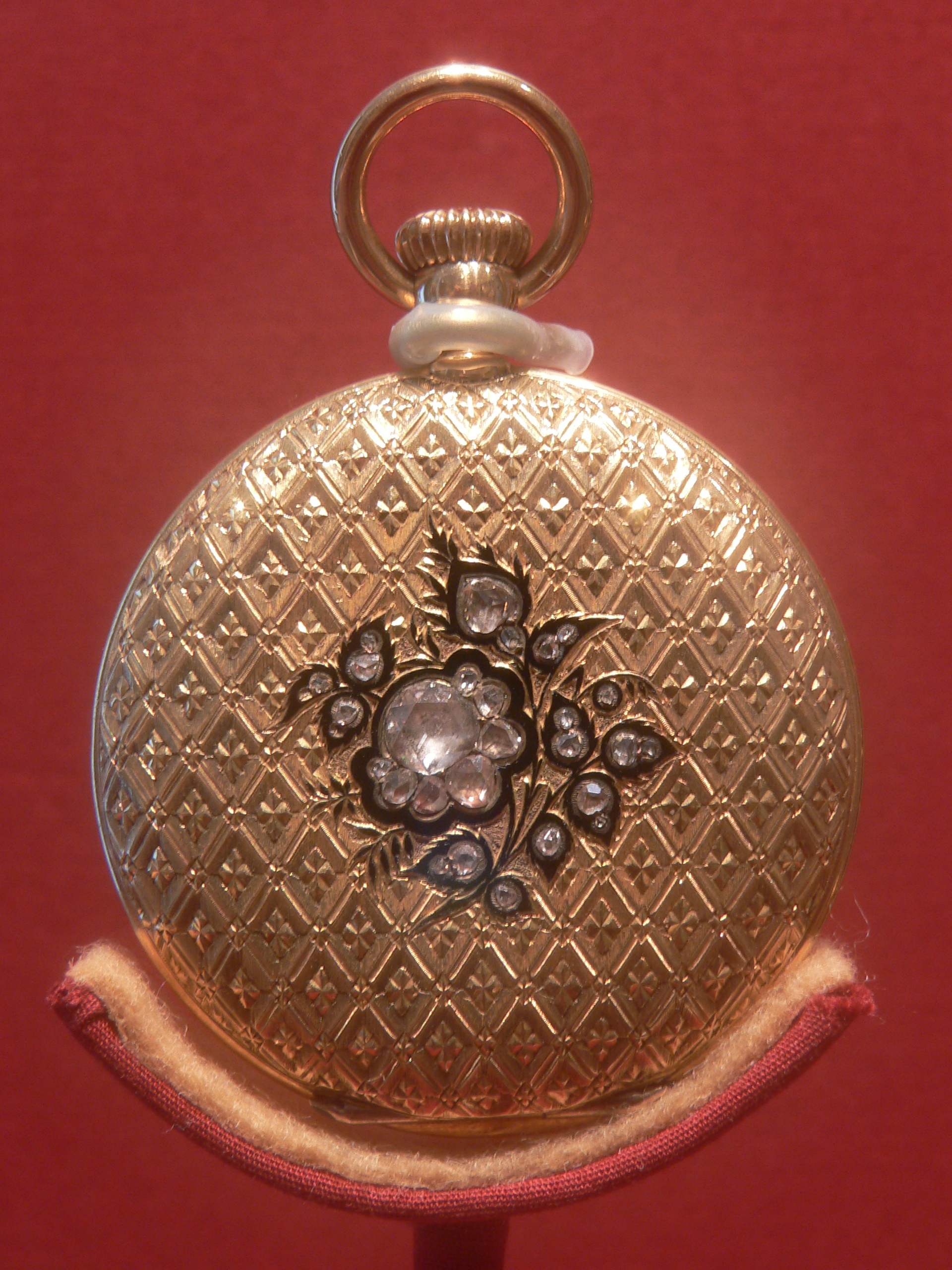
Montre de Patek Philippe & Co.

Antoni Norbert Patek (en français Antoine Norbert de Patek) aux armoiries Prawdzic, né le 14 juin 1812 à Piaski Szlacheckie et mort le 1er mars 1877 à Genève, est un horloger polonais naturalisé suisse, fondateur de la société Patek Philippe.

## Biographie

### Jeunesse
Antoni Patek est né dans une famille de petite noblesse. Il est le fils d'Anna (née Piasecka) et de Joachim Patek,. À l'âge de dix ans, il s'installe avec ses parents à Varsovie. Lorsque son père meurt en 1827, le jeune Antoni doit se mettre au travail pour entretenir sa famille.

### Insurrection polonaise
Le 1er mars 1828, Patek s'engage dans le 1er régiment de chasseurs à cheval avec lequel il participe à l'insurrection polonaise de novembre 1830 contre le pouvoir russe. Blessé deux fois, il est élevé au rang de sous-lieutenant. Le 3 octobre 1831, il reçoit la Croix d'or de Virtuti Militari,, la plus haute distinction militaire polonaise.

### En exil
Après la défaite de l'Insurrection, il part pour la Prusse où, sur l'ordre du général Józef Bem, il organise un point d'étape pour les insurgés polonais voulant gagner la France. Il arrive ensuite en France pour rejoindre la Grande Émigration. Il travaille alors à Amiens en tant que typographe.

### Horlogerie
Finalement il s'installe à Genève où il apprend la peinture avant de se lancer dans l'horlogerie. Il commence par acheter des mécanismes chez les maîtres-horlogers célèbres et commande par la suite des boîtiers chez les orfèvres. En 1839 il ouvre une manufacture de montres artistiques avec Franciszek Czapek, un horloger polonais d'origine tchèque. C'est aussi grâce à Czapek qu'il fait connaissance de la famille Moreau et de leur nièce Marie Adelaide Elisabeth Thomasine Dénizart qu'il épousera le 10 juillet 1839 à Versoix. Les Patek ont trois enfants, l'aîné Bolesław Józef Aleksander Tomasz, né le 16 juin 1841 est mort le 18 septembre de la même année, Leon Mieczysław Wincenty, né le 19 juillet 1857 et Maria Jadwiga, née le 23 octobre 1859.
En 1844 lors de l'Exposition universelle de Paris, où la manufacture Czapek-Patek présente ses produits, Patek rencontre un horloger français Adrien Philippe, l'inventeur de remontoir à couronne,,. L'année suivante Patek quitte son associé Czapek et fonde sa propre société et engage comme directeur technique Philippe. Le principal bailleur de fonds de l'entreprise est Wincenty Gostkowski qui lève le capital initial de 40 000 francs, ce qui a permis la mise en exploitation de Patek-Phillippe.
En 1851, l'entreprise devient Patek Philippe et ses copropriétaires se fixent pour objectif de produire les meilleures et le plus belles montres au monde. La même année, lors de l'exposition internationale de Londres, la reine d'Angleterre Victoria leur achète une montre, pour la porter comme une broche. Ils remportent plusieurs prix internationaux et deviennent la manufacture préférée de l'aristocratie mondiale.
En 1868, Patek Philippe produit pour la comtesse hongroise Kocewicz l'une des premières montre-bracelet au monde.
Antoni Patek est fait comte par le pape Pie IX. Après la mort de Patek, sa société change plusieurs fois de propriétaires, à partir de 1929 elle appartient à la famille Stern.
Parmi les clients célèbres de Patek Philippe, on trouve : la reine Victoria, le prince Albert de Saxe-Cobourg-Gotha, Piotr Tchaïkovski, Léon Tolstoï, Marie Curie, Albert Einstein, Niels Bohr[réf. nécessaire], Pie IX, Léon XIII, Walt Disney, Josip Broz Tito.

## Postérité
En 2009, la Poste polonaise émet un timbre postal Antoni Norbert Patek.
Le collège de Piaski, sa ville natale, porte le nom d'Antoni Patek.